# Ablita
Ablita é um gênero de traça pertencente à família Arctiidae.

## Espécies
- Ablita adin (Schaus, 1911)
- Ablita grammalogica Dyar, 1914
- Ablita nymphica Dyar, 1914